# Lpc
|  | Sammenskrivningsforslag Artiklen Lpc er foreslået føjet ind i Lpi. (Siden september 2022) Diskutér forslaget |

Lpc er en forkortelse af linjer per centimeter og beskriver den rastetæthed et print eller en tryksag trykkes med. For en nærmere beskrivelse, se lpi.
| Enheder | Spire Denne artikel om standarder og måleenheder er en spire som bør udbygges. Du er velkommen til at hjælpe Wikipedia ved at udvide den. |